# Греко-римская борьба на летних Олимпийских играх 1952 — до 67 кг
Соревнования по греко-римской борьбе в рамках Олимпийских игр 1952 года в лёгком весе (до 67 килограммов) прошли в Хельсинки с 24 по 27 июля 1952 года в «Exhibition Hall I».
Турнир проводился по системе с начислением штрафных баллов. За чистую победу штрафные баллы не начислялись, за победу по очкам борец получал один штрафной балл, за любое поражение (по очкам со счётом 2-1, со счётом 3-0 или чистое поражение) — три штрафных балла. Борец, набравший пять штрафных баллов, из турнира выбывал. Трое оставшихся борцов выходили в финал, проводили встречи между собой. Схватка по регламенту турнира продолжалась 15 минут. Если в течение первых десяти минут не было зафиксировано туше, то судьи могли определить борца, имеющего преимущество. Если преимущество никому не отдавалось, то назначалось шесть минут борьбы в партере, при этом каждый из борцов находился внизу по три минуты (очередность определялась жребием). Если кому-то из борцов было отдано преимущество, то он имел право выбора следующих шести минут борьбы: либо в партере сверху, либо в стойке. Если по истечении шести минут не фиксировалась чистая победа, то оставшиеся четыре минуты борцы боролись в стойке.
В лёгком весе боролись 19 участников. Чемпион мира 1950 года Йожеф Гал не участвовал в соревнованиях (боролся по вольной борьбе), таким образом фаворитом был действующий олимпийский чемпион и вице-чемпион мира Густав Фрей. Из известных борцов выступал ещё норвежский ветеран, вице-чемпион предыдущих игр Оге Эриксен, но он не смог составить конкуренции, и быстро выбыл. В финал вышли Густав Фрей, и два совершенно неизвестных борца: представитель Чехословакии Микулаш Атанасов и советский борец Шазам Сафин, который был включен в олимпийскую сборную имея в активе лишь третье место на чемпионате СССР и соответственно лишь 1-й разряд по борьбе. Атанасов проиграл обоим и остался на третьем месте. В финальной встрече Сафин сумел одолеть титулованного шведа и стал олимпийским чемпионом. 

## Призовые места
- Шазам Сафин (URS)
- Густав Фрей (SWE)
- Микулаш Атанасов (TCH)

## Первый круг
| Штрафных баллов | Участник 1             | Результат   | Участник 2               | Штрафных баллов |
| --------------- | ---------------------- | ----------- | ------------------------ | --------------- |
| 1               | Ян Коолс (BEL)         | 3-0         | Метти Шейтлер (LUX)      | 3               |
| 1               | Камал Хуссайн (EGY)    | 3-0         | Эрих Шмидт (SAA)         | 3               |
| 1               | Микулаш Атанасов (TCH) | 3-0         | Георгиос Петмезас (GRE)  | 3               |
| 1               | Андре Верден (FRA)     | 3-0         | Збигнев Шаевский (POL)   | 3               |
| 0               | Франко Бенедетти (ITA) | Туше (4:51) | Аристидес Перес (GUA)    | 3               |
| 0               | Думитру Кук (ROU)      | Туше (2:10) | Оге Эриксен (NOR)        | 3               |
| 1               | Шазам Сафин (URS)      | 3-0         | Раиф Акбулут (TUR)¹      | 3               |
| 0               | Густав Фрей (SWE)      | Туше (2:16) | Джек Расмуссен (DEN)     | 3               |
| 1               | Калле Хаапасалми (FIN) | 3-0         | Хайнрих Неттесхайм (GER) | 3               |
| 0               | Дюла Тарр (HUN)        | Пропускал   |                          |                 |

¹ Снялся с соревнований

## Второй круг
| Штрафных баллов | Участник 1             | Результат    | Участник 2               | Штрафных баллов |
| --------------- | ---------------------- | ------------ | ------------------------ | --------------- |
| 1               | Дюла Тарр (HUN)        | 3-0          | Ян Коолс (BEL)           | 4               |
| 2               | Камал Хуссайн (EGY)    | 3-0          | Метти Шейтлер (LUX)      | 6               |
| 4               | Эрих Шмидт (SAA)       | 2-1          | Георгиос Петмезас (GRE)  | 6               |
| 2               | Микулаш Атанасов (TCH) | 2-1          | Андре Верден (FRA)       | 4               |
| 3               | Збигнев Шаевский (POL) | Туше (0:30)  | Аристидес Перес (GUA)    | 6               |
| 1               | Думитру Кук (ROU)      | 3-0          | Франко Бенедетти (ITA)   | 3               |
| 1               | Шазам Сафин (URS)      | Туше (12:35) | Оге Эриксен (NOR)        | 6               |
| 1               | Густав Фрей (SWE)      | 3-0          | Калле Хаапасалми (FIN)   | 4               |
| 3               | Джек Расмуссен (DEN)   | Туше (14:16) | Хайнрих Неттесхайм (GER) | 6               |

## Третий круг
| Штрафных баллов | Участник 1             | Результат      | Участник 2             | Штрафных баллов |
| --------------- | ---------------------- | -------------- | ---------------------- | --------------- |
| 2               | Дюла Тарр (HUN)        | 3-0            | Камал Хуссайн (EGY)    | 5               |
| 5               | Эрих Шмидт (SAA)       | 3-0            | Ян Коолс (BEL)         | 7               |
| 2               | Микулаш Атанасов (TCH) | Отказ (травма) | Збигнев Шаевский (POL) | 6               |
| 4               | Франко Бенедетти (ITA) | 2-1            | Андре Верден (FRA)     | 7               |
| 2               | Густав Фрей (SWE)      | 3-0            | Думитру Кук (ROU)      | 4               |
| 1               | Шазам Сафин (URS)      | Туше (8:15)    | Джек Расмуссен (DEN)   | 6               |
| 4               | Калле Хаапасалми (FIN) | Пропускал      |                        |                 |

## Четвёртый круг
| Штрафных баллов | Участник 1             | Результат   | Участник 2             | Штрафных баллов |
| --------------- | ---------------------- | ----------- | ---------------------- | --------------- |
| 3               | Дюла Тарр (HUN)        | 3-0         | Калле Хаапасалми (FIN) | 7               |
| 2               | Микулаш Атанасов (TCH) | Туше (3:55) | Франко Бенедетти (ITA) | 7               |
| 2               | Шазам Сафин (URS)      | 3-0         | Думитру Кук (ROU)      | 7               |
| 2               | Густав Фрей (SWE)      | Пропускал   |                        |                 |

## Пятый круг
| Штрафных баллов | Участник 1        | Результат   | Участник 2             | Штрафных баллов |
| --------------- | ----------------- | ----------- | ---------------------- | --------------- |
| 3               | Густав Фрей (SWE) | 3-0         | Дюла Тарр (HUN)        | 6               |
| 2               | Шазам Сафин (URS) | Туше (2:46) | Микулаш Атанасов (TCH) | 5               |

## Финал

### Встреча 1
| Штрафных баллов | Участник 1        | Результат   | Участник 2             | Штрафных баллов |
| --------------- | ----------------- | ----------- | ---------------------- | --------------- |
| 3               | Густав Фрей (SWE) | Туше (3:30) | Микулаш Атанасов (TCH) | 8               |
| 2               | Шазам Сафин (URS) | Пропускал   |                        |                 |

### Встреча 2
| Штрафных баллов | Участник 1             | Результат | Участник 2        | Штрафных баллов |
| --------------- | ---------------------- | --------- | ----------------- | --------------- |
| 3               | Шазам Сафин (URS)      | 3-0       | Густав Фрей (SWE) | 6               |
| 8               | Микулаш Атанасов (TCH) | Пропускал |                   |                 |